# Еди Гатеги
Еди Гатеги (на английски: Edi Gathegi) (роден на 10 март 1979 г.) е кенийско-американски актьор.
Известен е с ролите си на д-р Джефри Коул в „Д-р Хаус“, Лорънт в „Здрач“ и „Новолуние“, и Дарвин в „Х-Мен: Първа вълна“.